# 嶺岡山地
嶺岡山地（みねおかさんち、英:Mineoka Mountains）とは、千葉県南部の房総半島にある房総丘陵のうち、加茂川以南の嶺岡愛宕山･嶺岡浅間などの山々を指す。嶺岡山系（みねおかさんけい）とも呼ばれている。県立嶺岡山系自然公園に指定されている。
一般に嶺岡山（みねおかやま、峯岡山）と呼ばれるのは嶺岡愛宕山を中心とした連峰を指し、特定の山を指す呼称ではない。

## 概要
行政区域においては千葉県鴨川市・南房総市・鋸南町の一部にあたる。
現在は県立嶺岡山系自然公園（けんりつみねおかさんけいしぜんこうえん、1935年8月9日千葉県条例指定・1964年6月9日自然公園法による指定）に含まれている。

## 地勢
中生代白亜紀の房総半島南部を東西に走る新生代第3紀の地層は、今の日本列島がまだアジア大陸東端の海底にあったころ、当時の太平洋の海底をつくっていたプレートが海溝で沈み込み、その一部が大陸側に取り込まれたものである（付加帯）。これらの地域では、「枕状溶岩」や「蛇紋岩」などの海洋プレート起因の岩石が見られる。
蛇紋岩を主体とする多様な火成岩が産出し、一部には変成岩もみられる。嶺岡山地の岩石はその種類や産出状態から考えると、かつて海洋底をつくっていた岩石の一部が横ずれ断層などによって、地下からしぼり出されたもとの思われる。
地質学的には古第三紀嶺岡層群、成因的には地塁山脈（断層山脈）。地盤が弱く、昔から山崩れ・地滑りの多発地帯として知られており、現在も対策工事が進められている。
地元方言（房総弁）で山崩れを「びゃく」、地滑りを「ねえっぴー」と呼ばれていた。現在は浸透していない。

## 嶺岡浅間
嶺岡浅間は、嶺岡山系を代表する山だが、高度経済成長期に山砂採取のために山頂と北面が削り取られてしまい、かつての面影が失われている。360.8ⅿだった標高も334.8ⅿと低くなった。しかし頂上の浅間神社には立派な鳥居と石宮があり、北面の長狭平野と房総分水嶺の山々の眺められる。山頂南側に嶺岡林道（林道嶺岡中央2号線）が通っており、車で行けば林道から5分程で山頂に立てる。白滝不動尊から登る道は、昔ながらの静かな雰囲気を保っている。

## 嶺岡牧場
律令制の頃から麓において馬の放牧が行われていたと言われており、戦国時代里見氏がこれを再興した。里見氏改易後に江戸幕府が天領（嶺岡牧（みねおかまき）、5つの区画に分かれていたので「嶺岡五牧」とも称した）とし、将軍徳川吉宗の命でインドから伝来した白牛がこの地で飼育されて、日本の酪農発祥の地とされている。
明治政府は殖産興業の一環として、この地で酪農事業を企画する（嶺岡牧場（みねおかぼくじょう））が、経営が困難であった事から、間もなく民間に払い下げた。ところが、民間が設置した企業は地元の慣習に疎く、地元の入会権を巡って紛争を起こし、再官営化と再払い下げを繰り返した。その結果、明治44年（1911年）に地元千葉県が牧場の経営を行う事になり、愛宕山麓に県営の畜産研究の施設（昭和38年（1963年）千葉県嶺岡乳牛試験場と改名）となった。愛称は酪農のさと。

## 周辺施設
- 千葉競輪場サテライト鴨川（競輪場）
- 昭和院
- 白滝不動尊
- 白絹の滝
- 登山道
- 石の祠（石の天狗面）
- 嶺岡浅間の登り口
- 嶺岡浅間神社
- 嶺岡林道
- パラグライダーテイクオフポイント
- 休憩舎（トイレ有）

## 交通
嶺岡浅間へのアクセス方法

### 公共交通機関
- JR東日本「安房鴨川駅」発、鴨川日東バス（東京湾フェリー行、イオンモール木更津行、約15分）より「主基駅」下車
- JR東日本、内房線「保田駅」より、駅付近の「保田中央」発、鴨川日東バス（亀田病院行、約40分）より「主基駅」下車
- JR東日本「木更津駅」発、鴨川日東バス（亀田病院行、約70分）より「主基駅」下車
- JR東日本「安房鴨川駅」西口発、鴨川市コミュニティバス（1日4便）「風早バス停」下車

### 自動車
- 東京湾アクアライン・館山自動車道「鋸南保田IC」下車、長狭街道（県道34号鴨川保田線）へ直進、「主基駅（バス停）」より南下、「サテライト鴨川手前」を右折
- 「白滝不動尊参道下」に駐車場有
- 嶺岡林道に駐車可能